# Diocese de Almeria
A Diocese de Almeria (em latim: Dioecesis Almeriensis) é uma diocese da Igreja Católica localizada no município de Almeria, na província da Almeria, comunidade autónoma de Andaluzia. É pertencente a Arquidiocese de Granada na Espanha. Foi fundada em 21 de maio de 1492 pelo Papa Inocêncio VIII. Com uma população católica de 632 000 habitantes, sendo 85,3% da população total, possui 124 paróquias com dados de 2021.

## História
Em 21 de maio de 1492 o Papa Inocêncio VIII cria a Diocese de Almeria. Em 1953 a diocese ganha parte do território da Arquidiocese de Granada. Em 1957 a Diocese de Almeria ganha parte dos territórios da Arquidiocese de Granada e das dioceses de Cartagena e Guadix.

## Lista de bispos
A seguir uma lista de bispos desde a criação da diocese em 1492.
|                   | Nome                                         | Período           | Notas                         |
| bispos de Almeria | bispos de Almeria                            | bispos de Almeria | bispos de Almeria             |
| ----------------- | -------------------------------------------- | ----------------- | ----------------------------- |
| 52.º              | Antonio Gómez Cantero                        | 2021 - atual      |                               |
| 51.º              | Adolfo González Montes                       | 2002 - 2021       |                               |
| 50.º              | Rosendo Álvarez Gastón                       | 1989 - 2002       |                               |
| 49.º              | Manuel Casares Hervás                        | 1970 - 1989       |                               |
| 48.º              | Ángel Suquía Goicoechea                      | 1966 - 1969       | Nomeado bispo de Málaga       |
| 47.º              | Alfonso Ródenas García                       | 1947 - 1965       | Faleceu no cargo              |
| 46.º              | Enrique Delgado y Gómez                      | 1943 - 1946       | Nomeado arcebispo de Pamplona |
| 45.º              | Diego Ventaja Milán                          | 1935 - 1936       | Faleceu no cargo              |
| 44.º              | Bernardo Martínez y Noval, O.S.A.            | 1921 - 1934       | Faleceu no cargo              |
| 43.º              | Vicente Casanova y Marzol                    | 1907 - 1921       | Nomeado arcebispo de Granada  |
| 42.º              | Santos Zárate y Martínez                     | 1887 - 1906       | Faleceu no cargo              |
| 41.º              | José María Orberá y Carrión                  | 1875 - 1886       | Faleceu no cargo              |
| 40.º              | Andrés Rosales y Muñoz                       | 1864 - 1872       | Faleceu no cargo              |
| 39.º              | Anacleto Meoro Sánchez                       | 1847 - 1864       | Faleceu no cargo              |
| 38.º              | Antonio Pérez Minayo                         | 1816 - 1833       | Faleceu no cargo              |
| 37.º              | Francisco Javier Mier y Campillo             | 1802 - 1815       | Faleceu no cargo              |
| 36.º              | Juan Antonio Viana, O.C.D.                   | 1798 - 1800       | Faleceu no cargo              |
| 35.º              | Anselmo Rodríguez Merino, O.S.B              | 1780 - 1798       | Faleceu no cargo              |
| 34.º              | Claudio Sanz Torres y Ruiz Castañedo         | 1761 - 1779       | Faleceu no cargo              |
| 33.º              | Gaspar de Molina y Rocha, O.S.A.             | 1741 - 1760       | Faleceu no cargo              |
| 32.º              | Diego Felipe de Perea Magdaleno              | 1735 - 1741       | Nomeado arcebispo de Burgos   |
| 31.º              | José Marín y Ibáñez                          | 1730 - 1734       | Faleceu no cargo              |
| 30.º              | José Pereto Ricarte, OdeM                    | 1723 - 1730       | Faleceu no cargo              |
| 29.º              | Jerónimo del Valle Ledesma                   | 1714 - 1722       | Faleceu no cargo              |
| 28.º              | Manuel de Santo Tomás y Mendoza, O.P.        | 1707 - 1713       | Nomeado bispo de Málaga       |
| 27.º              | Juan Bonilla Vargas, O.S.S.M                 | 1704 - 1707       | Nomeado bispo de Córdova      |
| 26.º              | Juan Leyva                                   | 1701 - 1704       | Faleceu no cargo              |
| 25.º              | Domingo de Orueta y Caceaga                  | 1687 - 1701       | Faleceu no cargo              |
| 24.º              | Andrés de La Moneda Cañas y Silva, O.S.B.    | 1683 - 1687       | Faleceu no cargo              |
| 23.º              | Juan Grande Santos de San Pedro              | 1681 - 1683       | Nomeado bispo de Pamplona     |
| 22.º              | Antonio Ibarra                               | 1675 - 1680       | Nomeado bispo de Cádis        |
| 21.º              | Francisco Antonio Sarmiento de Luna, O.S.A.  | 1673 - 1675       | Nomeado bispo de Cória        |
| 20.º              | Rodrigo de Mandia y Parga                    | 1663 - 1672       | Nomeado bispo de Astorga      |
| 19.º              | Alfonso Pérez de Humanares, O.Cist           | 1659 - 1663       | Nomeado bispo de Cádis        |
| 18.º              | Enrique Peralta y Cárdenas                   | 1654 - 1659       | Nomeado bispo de Palência     |
| 17.º              | Alfonso de Sanvítores de la Portilla, O.S.B. | 1651 - 1653       | Nomeado bispo de Ourense      |
| 16.º              | Luis Venegas Figueroa                        | 1646 - 1651       | Faleceu no cargo              |
| 15.º              | José de Argáiz Pérez                         | 1641 - 1645       | Nomeado bispo de Ávila        |
| 15.º              | José Valle de la Cerda, O.S.B.               | 1637 - 1640       | Nomeado bispo de Badajoz      |
| 13.º              | Antonio González Acevedo                     | 1633 - 1637       | Nomeado bispo de Cória        |
| 12.º              | Bartolomé Santos de Risoba                   | 1633              | Nomeado bispo de Leão         |
| 11.º              | Martín García Ceniceros                      | 1632              | Faleceu no cargo              |
| 10.º              | Antonio Viedma Chaves, O.P.                  | 1631              | Faleceu no cargo              |
| 9.º               | Juan Portocarrero, O.F.M                     | 1602 - 1631       | Faleceu no cargo              |
| 8.º               | Juan García                                  | 1597 - 1601       | Faleceu no cargo              |
| 7.º               | Diego González                               | 1572 - 1587       | Faleceu no cargo              |
| 6.º               | Francisco Briceño                            | 1571              | Faleceu no cargo              |
| 5.º               | Antonio Corrionero de Babilafuente           | 1557 - 1570       | Faleceu no cargo              |
| 4.º               | Diego Fernández de Villalán, O.F.M           | 1523 - 1556       | Faleceu no cargo              |
| 3.º               | Juan González Meneses                        | 1520 - 1521       | Faleceu no cargo              |
| 2.º               | Francisco Sosa                               | 1515 - 1520       | Faleceu no cargo              |
| 1.º               | Juan de Ortega                               | 1492 - 1515       | Faleceu no cargo              |